# Żylina
Żylina (słow. Žilina, węg. Zsolna, niem. Sillein) – miasto w północnej Słowacji, siedziba władz kraju żylińskiego i powiatu Żylina. Pod koniec 2019 roku, z liczbą mieszkańców wynoszącą ponad 80 tys., Żylina zajmowała czwarte miejsce pod względem liczby ludności na Słowacji. Główny ośrodek regionu Doliny Wagu.

## Położenie
Żylina leży u ujścia Rajčanki i Kysucy do Wagu, na północno-zachodniej granicy Kotliny Żylińskiej. Od południa otaczają ją Góry Strażowskie i Mała Fatra, od północy – Góry Kisuckie i Jaworniki.

## Dzielnice miasta
- Bánová (przyłączona w 1970),
- Brodno,
- Budatín (przyłączona w 1949),
- Bytčica (przyłączona w 1970),
- Celulózka,
- Mojšova Lúčka,
- Považský Chlmec (przyłączona w 1970),
- Strážov,
- Trnové (przyłączona w 1970),
- Vranie,
- Zádubnie,
- Zástranie,
- Závodie (przyłączona w 1949),
- Žilina,
- Žilinská Lehota

oraz osiedla niestanowiące samodzielnych dzielnic: Hliny, Hájik, Solinky i Vlčince.

## Historia

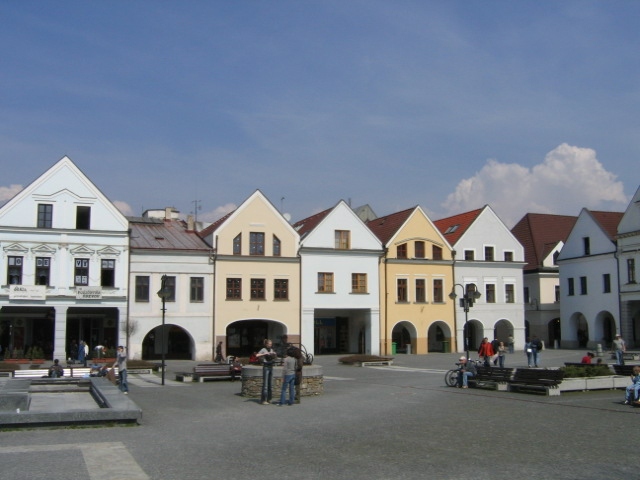
Starówka w Żylinie

W okolicach Żyliny stwierdzono ślady osadnictwa już z późnej epoki kamienia, z epoki brązu i żelaza (kultury halsztackiej). Od V wieku n.e. datuje się osadnictwo słowiańskie. W IX wieku skalistym zboczu na terenie dzisiejszej wsi Porúbka na południe od miasta istniała osada związana z Państwem wielkomorawskim. W IX – XIII w. funkcjonowało 5–6 kolejnych osad na terenie samej Żyliny oraz jej dzisiejszych dzielnic Závodie i Bánova. Na wielkim cmentarzysku w Bánovej znalezione zostały liczne groby wielkomorawskich rycerzy. Pierwsza wzmianka o tych wczesnośredniowiecznych osadach, określanych wspólną nazwą terra de Selinan, pochodzi z datowanego na 1208 r. pisma żupana nitrzańskiego Tomasza. Pośród tych osad, w dzisiejszej dzielnicy Dolné Rudiny, w pierwszej tercji XIII w. został zbudowany pierwszy żyliński kościół – dzisiejszy kościół św. Stefana.
Pierwotne osady żylińskie całkowicie zanikły pod koniec XIII wieku. Już jednak w tym samym stuleciu, na wysokiej terasie Wagu w miejscu obecnego starego miasta, zaczęło się organizować nowe centrum osadnicze. Osada została założona zapewne jeszcze przed 1300 r. przez niemieckich osadników ze Śląska Cieszyńskiego. Prawa miejskie wraz z prawem targowym i prawem „jednej mili” Żylina otrzymała w 1312 r., przyjmując je za pośrednictwem Cieszyna. Prawdopodobnie na miejscu dzisiejszej katedry św. Trójcy znajdował się królewski zamek, wspominany w 1318 r. Przez dwa pierwsze dziesięciolecia XIII stulecia władał nim „Pan całego Wagu”, najpotężniejszy możnowładca górnowęgierski – Mateusz Czak.
12 lipca 1321 r. król Węgier Karol Robert podniósł miasto do rangi wolnego miasta królewskiego, nadając mu liczne przywileje, rozszerzone w 1357 przez króla Ludwika Wielkiego. Ten sam władca w 1379 r. przeniósł Żylinę z dotychczasowego prawa cieszyńskiego na korzystniejsze dla mieszczan prawo krupińskie. Nowi osadnicy z Cieszyna i w ogóle ze Śląska byli w przeważającej mierze Niemcami. Usiłowali oni przejąć decydującą rolę w radzie miejskiej, co wywoływało ciągłe konflikty ze słowiańską (słowacką) częścią mieszczan. Spory te zażegnał król Ludwik, wydając w 1381 r. przywilej (Privilegium pro slavis), zrównujący w prawach mieszczan niemieckich i słowackich. Żylina, która w XIV w. osiągnęła liczbę 900 mieszkańców, była pierwszym miastem na terenie dzisiejszej Słowacji, w którym Słowacy uzyskali równy dostęp do wszystkich wybieralnych organów samorządu miejskiego.
W 1431 r. Żylinę zdobyli i spalili husyci, lecz po okresie upadku miasto się odrodziło. W 1508 r. król Władysław II Jagiellończyk darował Żylinę magnatowi Janowi Podmanickiemu. Kilkanaście lat później po długotrwałych sporach sądowych Żylina przeszła z rąk rodu Podmanickich pod władzę Zápolyów, tracąc status wolnego miasta królewskiego. Miasto toczyło z magnatami długotrwałe spory w obronie swych praw. Dopiero cesarz Maksymilian II Habsburg potwierdził przywileje Żyliny.

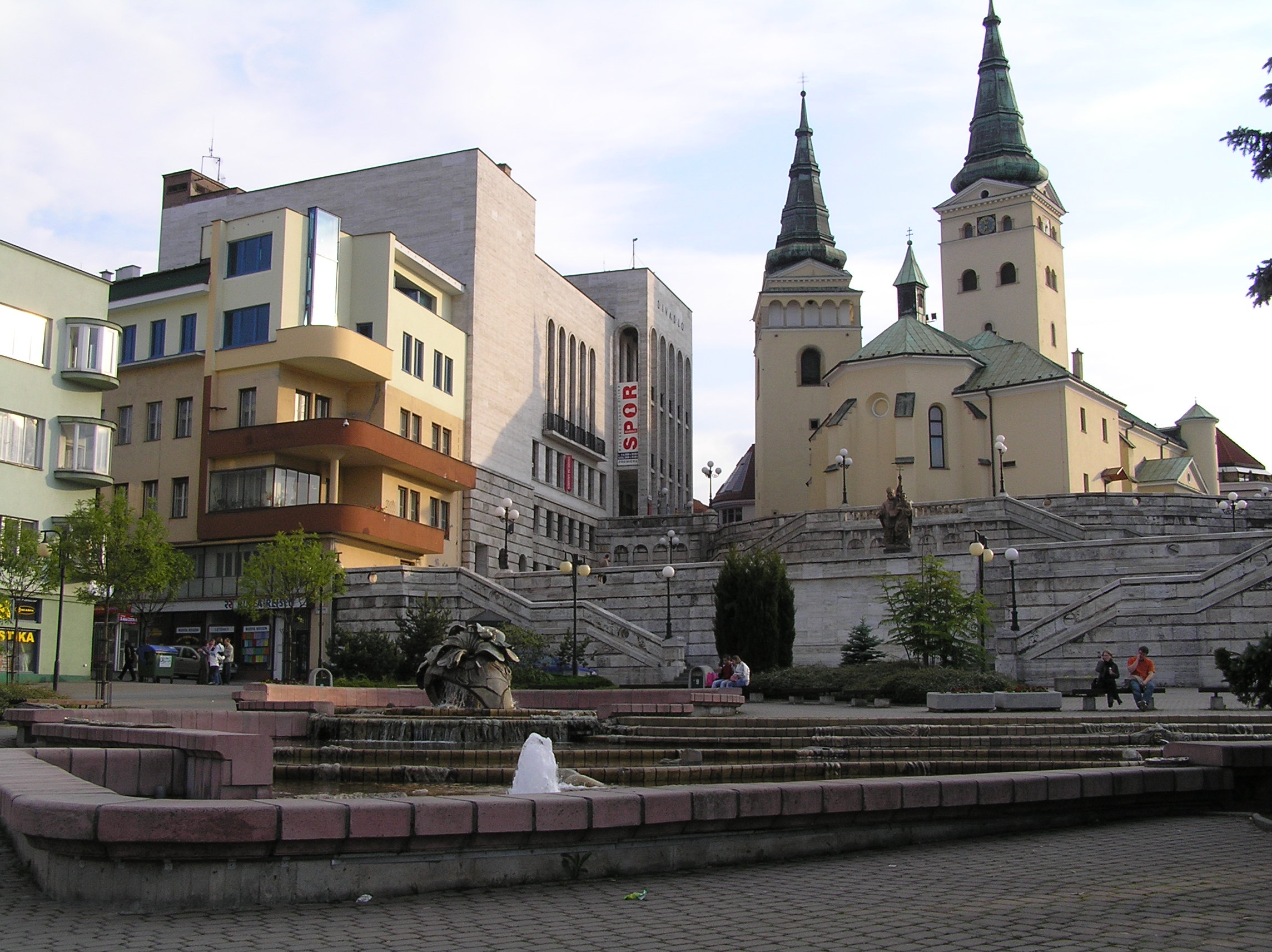
Katedra św. Trójcy w Żylinie

Mimo tego Żylina rozwijała się jako ośrodek handlu i rzemiosła. W XV wieku powstało wiele cechów rzemieślniczych. Pod koniec XVII wieku w mieście pracowało około 200 warsztatów, w tym 150 sukienniczych. Z 1542 pochodzi pierwsza wzmianka o miejskim gimnazjum. W 1665 pojawiła się drukarnia. W 1691 r. jezuici założyli tu kolejną szkołę. W tym czasie miasto wzbogaciło się o barokowe klasztory, kościoły i zamek w Budatínie. Rozwoju miasta nie zahamowały również wojny z Turkami. Żylina powołała wówczas własną gwardię, mającą chronić miasto przed ewentualnym tureckim atakiem. Rozkwit miasta zakończył się pod koniec XVII wieku, po wielkim pożarze w 1678 i epidemii w 1679 r. W 1686 r. miasto znów oddano pod władzę magnacką, tym razem rodu Estarházych. Seria katastrofalnych pożarów, epidemii, powodzi i przemarszów wojsk w połączeniu ze złym zarządzaniem doprowadziła do gospodarczego upadku miasta.
W latach 1378–1561 prowadzono w Żylinie tzw. żylińską księgę miejską, zawierającą pierwsze zapisy języka słowackiego z 1451. W 1610 r. w Żylinie odbył się tzw. synod żyliński – spotkanie pastorów ewangelickich z ziem słowackich, na którym uregulowano organizację kościoła reformowanego. Podczas rewolucji węgierskiej, na przełomie 1848 i 1849 roku, pod Budziatynem doszło do zwycięskiej dla Słowaków bitwy słowackich ochotników z wojskami węgierskimi, co dziś upamiętnia stojący tam pomnik jednego z jej bohaterów, Jozefa Miloslava Hurbana.
W połowie XIX wieku Żylina liczyła jedynie 2,3 tys. mieszkańców i była pod tym względem mniejsza np. od Bytczy czy Rajca. Impulsem dla rozwoju Żyliny stało się wybudowanie linii kolejowych: koszycko-bogumińskiej w 1872 (w Żylinie już od roku 1871), nadwaskiej (bratysławskiej) w 1883 i odnogi do Rajca w 1899 r. W latach dziewięćdziesiątych XIX wieku w mieście powstały pierwsze wielkie zakłady przemysłowe: w 1891 r. powstała fabryka sukna, w 1892 r. fabryka nawozów sztucznych, w 1893 r. młyn parowy, a w 1896 r. zakład produkcji prądnic i silników elektrycznych. W 1905 r. rozpoczęły pracę zakłady celulozowe i fabryka dziegciu, a w 1915 r. fabryka zapałek. Intensywny rozwój miasta i jego potencjał zostały wcześnie dostrzeżone i w 1903 r. odbyła się tu górnowęgierska wystawa przemysłowa. W 1910 Żylina liczyła już 9,2 tys. mieszkańców, z czego 4,9 tys. Słowaków, 2,3 tys. Węgrów, 1,5 tys. Niemców, 0,2 tys. Polaków i 0,1 tys. Czechów. Za czasów pierwszej Czechosłowacji wzrostu gospodarczego miasta nie zahamował nawet wielki kryzys gospodarczy.

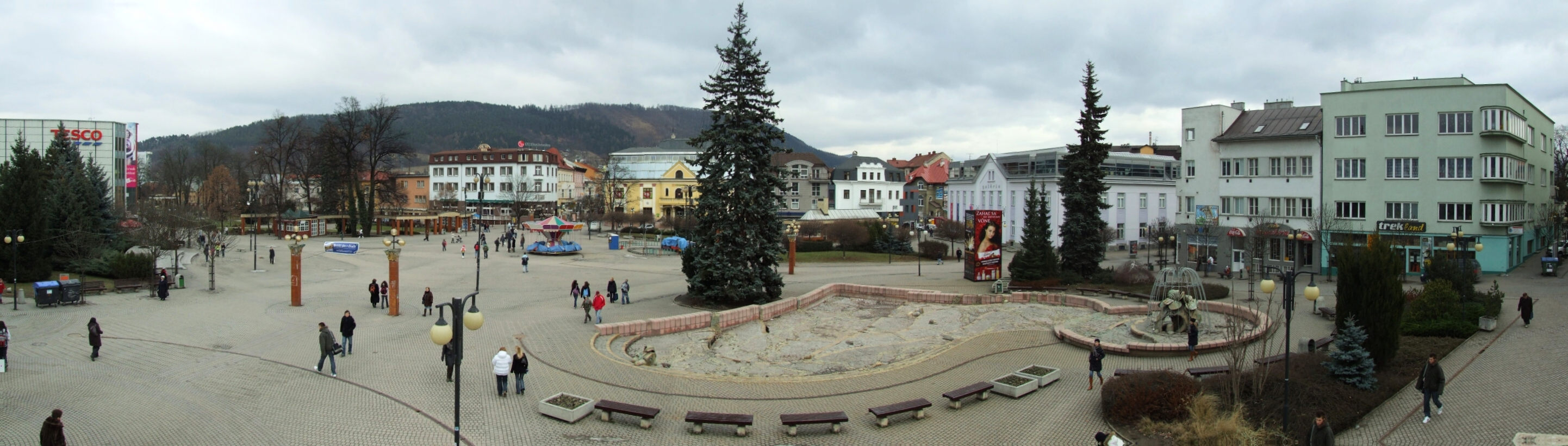
Námestie A. Hlinku – obok rynku główny plac miasta

Żywioł słowacki przeważał w Żylinie nawet w czasach intensywnej madziaryzacji pod koniec XIX wieku. W listopadzie 1918 w mieście powstała słowacka rada narodowa. Od 12 grudnia 1918 do 3 marca 1919 w Żylinie mieściło się ministerstwo do spraw Słowacji – pierwszy słowacki organ władzy. 6 października 1938 w Żylinie proklamowano autonomię Słowacji w ramach tzw. Drugiej Republiki Czechosłowackiej.
Po II wojnie światowej Żylina szybko się rozwijała jako ośrodek przemysłowy, gospodarczy i administracyjny oraz węzeł komunikacyjny. Obecnie w mieście działają zakłady papiernicze Tento, a. s. (Metsä Tissue), zakłady tekstylne Slovena, a. s., dawne Považské chemické závody, a. s., zakład przemysłu drewnianego Drevoindustria, dawne zakłady konstrukcji stalowych ZVL (obecnie podzielone na kilka firm), zakłady Elektrovod i in. W mieście mają siedziby duże firmy projektowo-budowlane (np. Doprastav, a. s. i Váhostav-Sk, a. s.) oraz takie firmy jak Siemens AG, Scheidt and Bachmann, Solver IT, Azet.sk, Ernst&Young, inloop i in. Mieści się tu centrala banku Prima banka oraz oddziały blisko 20 innych banków. Mają tu siedziby Słowacka Izba handlowo-Przemysłowa, Słowacko-Polska Izba Handlowa oraz Słowacka Izba Żywności (Slovenská živnostenská komora). Znaczny wpływ na rozwój aglomeracji miała budowa w latach 2004–2006 w sąsiedniej wsi Teplička nad Váhom wielkiej fabryki samochodów osobowych Kia Motors Slovakia.
W 1960 powstała wyższa szkoła transportu, przekształcona później w Uniwersytet Żyliński, przy którym działa park naukowo-techniczny. W Żylinie działają również teatr, teatr lalkowy, orkiestra kameralna, muzeum regionalne i muzeum kultury żydowskiej.

## Zabytki

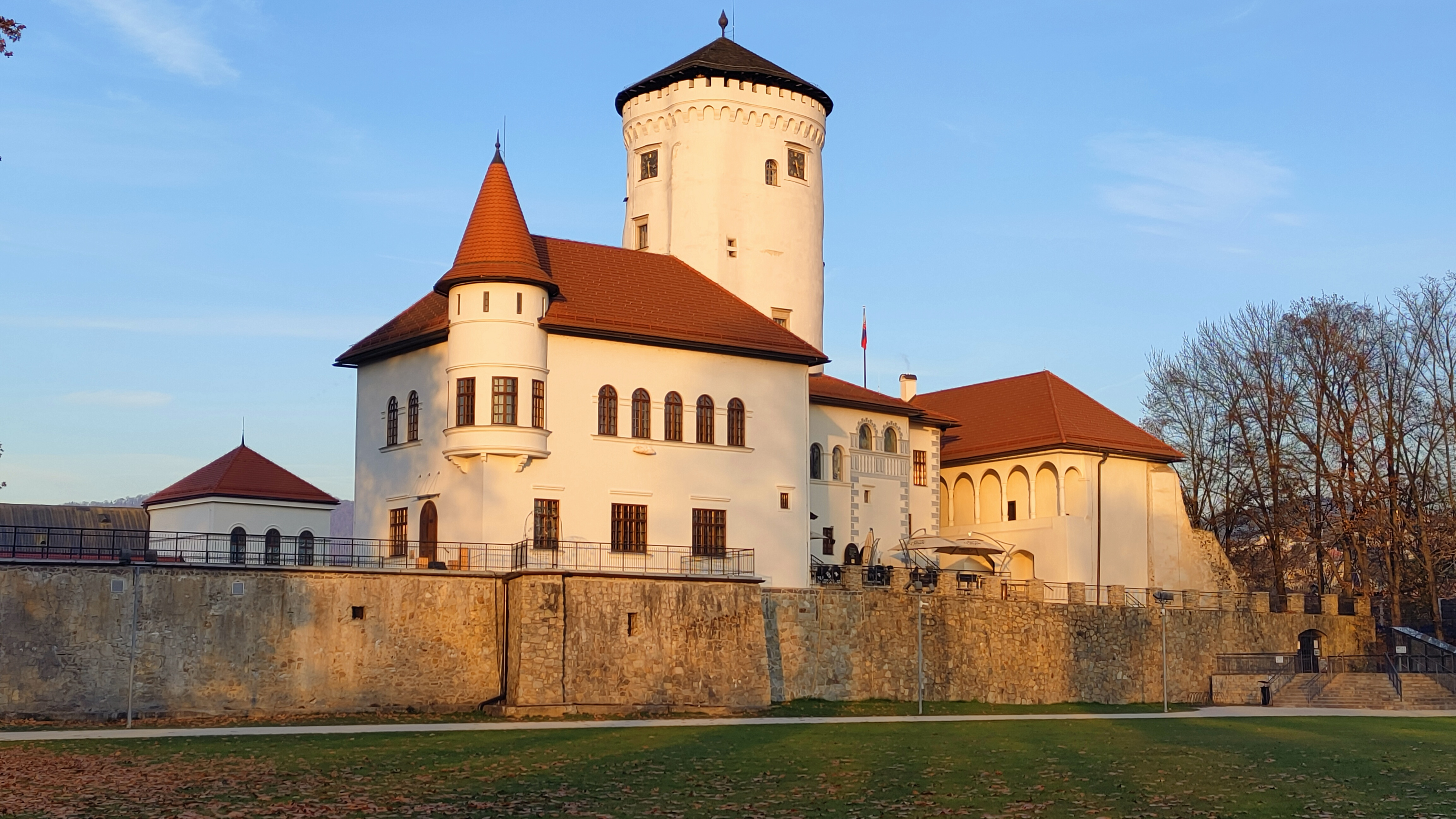
Zamek Budatín

Historyczne centrum miasta zostało objęte w 1987 ochroną prawną. Ważniejsze zabytki Żyliny to:
- renesansowe i barokowe kamienice mieszczańskie wokół rynku (słow. Mariánske námestie),
- późnoromański kościół pw. św. Stefana, przebudowany w XVI i XVIII wieku, z pozostałościami XIII-wiecznych fresków,
- gotycki farny kościół pw. Świętej Trójcy, z około 1400, obwarowany w 1540, potem kilkakrotnie przebudowywany; przy kościele wolno stojąca renesansowa dzwonnica z 1530, wewnątrz świątyni obrazy J. B. Klemensa,
- kościół i klasztor franciszkański z 1 poł. XVIII w., bez wieży,
- kościół i klasztor jezuitów z 1743 z dwuwieżową fasadą i XVIII-wiecznym wyposażeniem,
- kościół ewangelicki proj. M. Harminca z 1936,
- synagoga, dzieło berlińskiego architekta Petera Behrensa,
- renesansowy zamek Budatín
- pałac Rosenfelda z 1907, nawiązujący stylem do wiedeńskiego Belwederu[8].

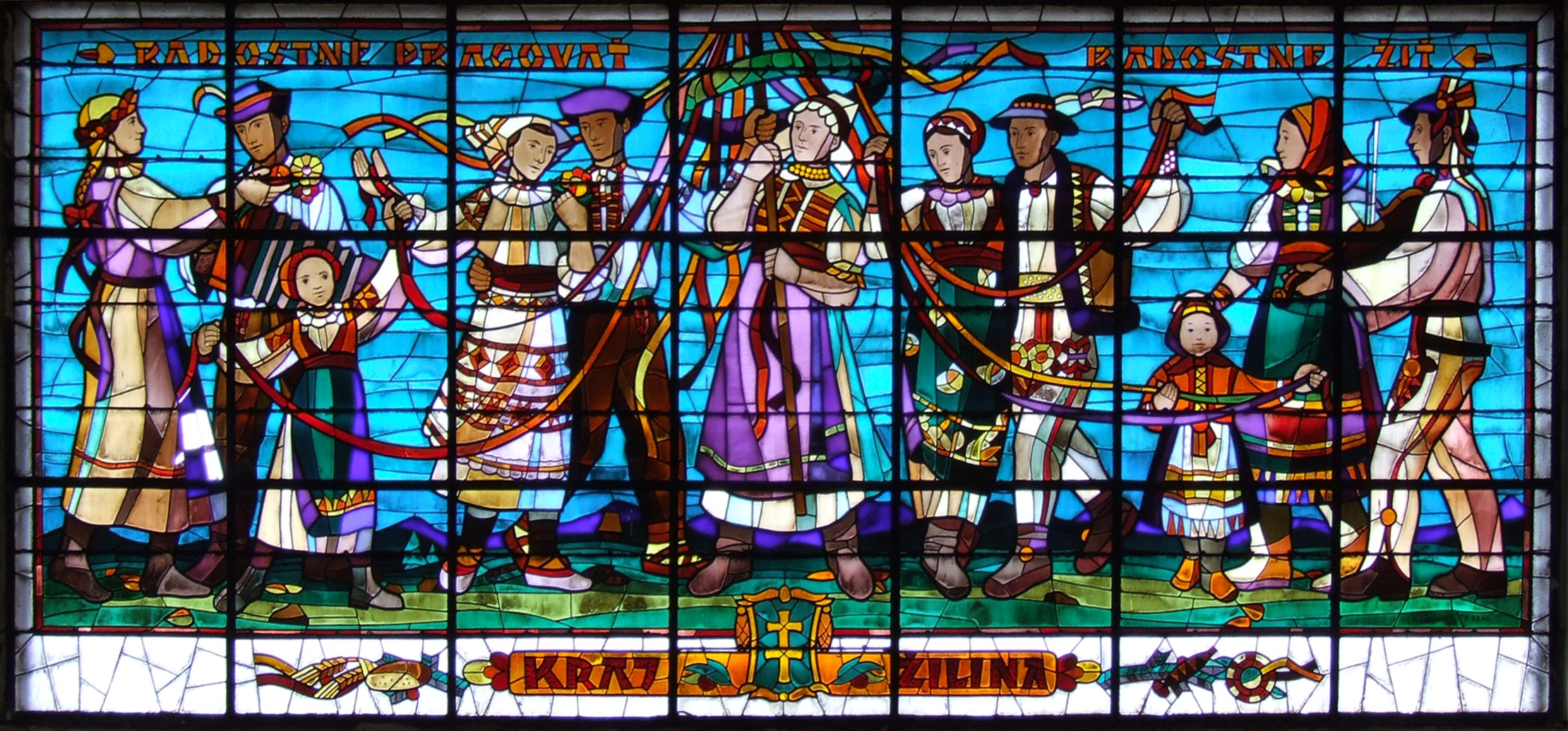
Witraż na dworcu kolejowym

## Transport
- Przez Żylinę przebiega słowacka droga krajowa nr 18 do Martina. Łączą się z nią drogi krajowe nr 11 (E75 / przyszła autostrada D3) z Čadcy i nr 64 z Prievidzy.
- Równolegle do tych dróg przez miasto przebiegają linie kolejowe, w tym od 1871 r. Kolej Koszycko-Bogumińska z węzłem Żylina.

## Sport
- MsHK Žilina – klub hokejowy
- MŠK Żylina – klub piłkarski
- Štadión pod Dubňom – stadion

## Współpraca
Miejscowości partnerskie:
- Polska: Bielsko-Biała
- Bułgaria: Błagojewgrad, Burgas
- Chińska Republika Ludowa: Changchun
- Grecja: Chania
- Wielka Brytania: Corby
- Polska: Czechowice-Dziedzice
- Ukraina: Dniepr
- Belgia: Essen
- Włochy: Ferrara
- Białoruś: Grodno
- Turcja: Izmir
- Serbia: Kikinda
- Słowenia: Koper
- Benin: Kotonu
- Rosja: Majkop
- Francja: Nanterre